# Paul Schulze (acteur)
Paul Schulze (12 juni 1962) is een Amerikaans acteur. Hij werd in 2005 genomineerd voor een Screen Actors Guild Award samen met de gehele cast van de dramaserie 24 en in 2013 samen met de gehele cast van de komedieserie Nurse Jackie.
Schulze groeide op in New York en slaagde aan de Stuyvesant High School in 1980. Hij heeft gastrollen gespeeld in onder meer Law & Order, CSI: Crime Scene Investigation, The West Wing, NCIS, Oz, Frasier, Cold Case, Mad Men en The Sopranos. Ook was hij te zien in films als Don't Say a Word, Clockers, Panic Room en Zodiac.